# Haleiwa
Haleiwa est une petite ville  située sur le North Shore d'Oahu à Hawaï dont les plages sont des spots de surf.
Elles constituent un des joyaux de la Triple Crown of Surfing qui se déroule chaque hiver.

## Démographie
| 2000  | 2010  | - | - | - | - |
| ----- | ----- | - | - | - | - |
| 4 152 | 3 970 | - | - | - | - |

La population était de 3 970 habitants en 2010.